# Morgarten
Il Morgarten è una montagna (1245 m) della Svizzera centrale, situata al confine tra i cantoni di Svitto e Zugo, appartenente alle Prealpi di Svitto e di Uri nelle Prealpi Svizzere.

## Storia
Qui si combatté nel 1315 la famosa battaglia di Morgarten.